# Castello di Matsuyama
Il castello di Matsuyama è una rocca giapponese situato a Matsuyama, nella prefettura di Ehime. È stato costruito nel 1603 sul monte di Katsuyama, alto 132 m.

## Storia

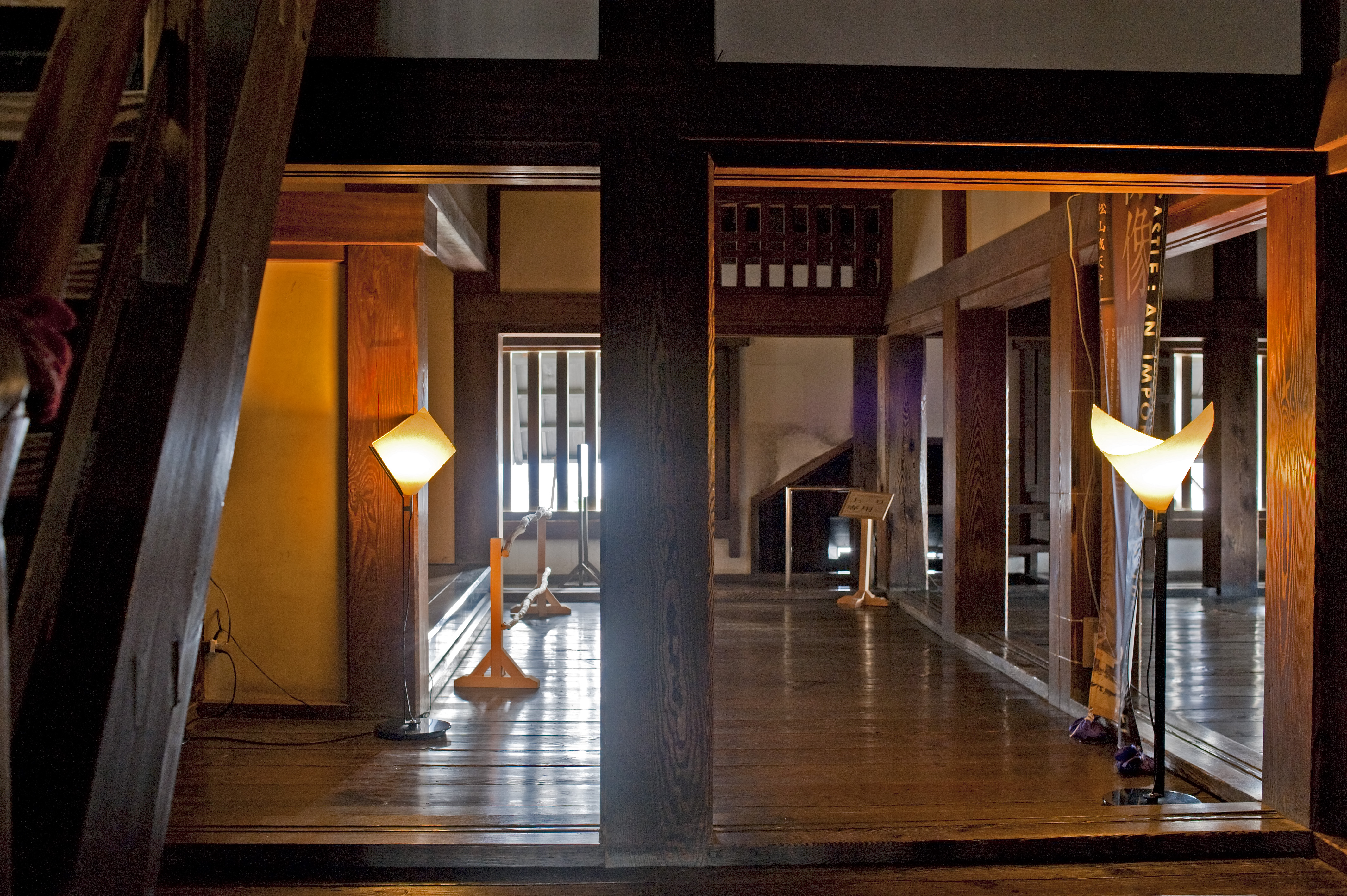
Interno del castello

Il castello venne fatto costruire nel 1603 da Kato Yoshiaki. Aveva un grande tenshu (mastio), trasferito al castello di Aizu quando Kato vi si spostò nel 1627. Il suo successore, Tadachika Gamoh, morì nel 1635, poco dopo aver completato il ninomaru. Dopo Tadachika, Matsudaira Sadayuki divenne il nuovo daimyō e terminò un nuovo castello nel 1642. Dopo la sua morte continuarono i suoi eredi, ma nel capodanno 1784, venne distrutto da un fulmine. L'attuale mastio a tre piani è stato costruito tra il 1820 e il 1854.
Il castello sopravvisse al rinnovamento Meiji, ma alcune parti del castello andarono distrutte dai bombardamenti americani della seconda guerra mondiale e dal 1966, la città di Matsuyama vi ha compiuto dei restauri.
A Matsuyama, il tenshu può essere visto da ogni parte e si può accedere al castello tramite una seggiovia o a piedi.

## Bibliografia

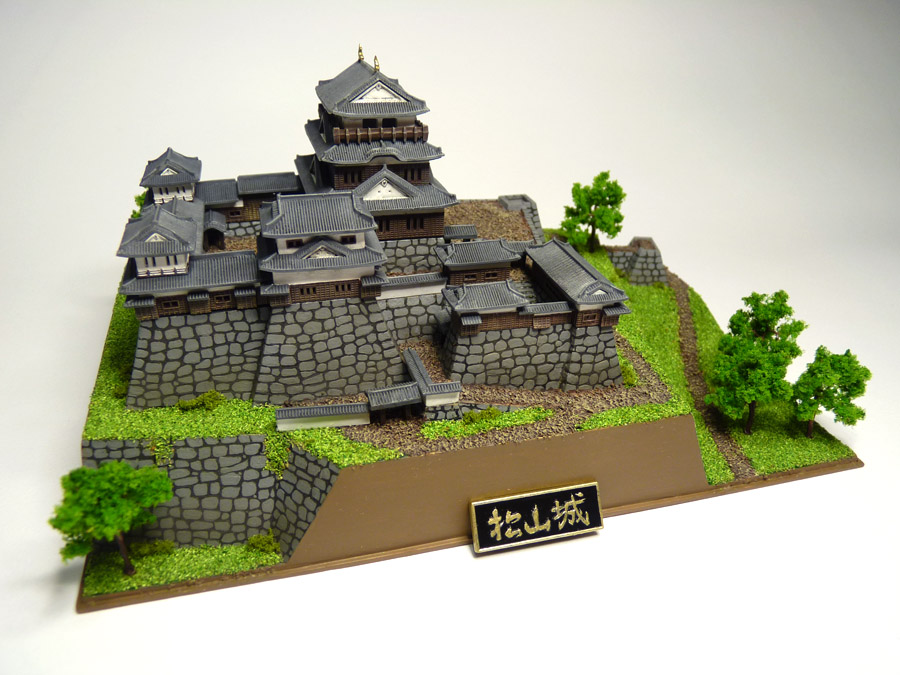
Plastico del castello